# Napomyza thalhammeri
Napomyza thalhammeri är en tvåvingeart som först beskrevs av Gabriel Strobl 1900.  Napomyza thalhammeri ingår i släktet Napomyza och familjen minerarflugor. Inga underarter finns listade i Catalogue of Life.